# 奇奇利
奇奇利（Chichli），是印度中央邦Narsimhapur县的一个城镇。总人口9250（2001年）。

## 人口
该地2001年总人口9250人，其中男性4900人，女性4350人；0—6岁人口1413人，其中男767人，女646人；识字率65.58%，其中男性为71.24%，女性为59.20%。